# Plafar
Plafar este o companie farmaceutică din România.
A fost înființată în anul 1999, sub formă de societate comercială pe acțiuni cu capital integral de stat, ca urmare a reorganizării Regiei Autonome „Plafar”.
Se află sub autoritatea Ministerului Economiei.
Are drept scop îndeplinirea strategiei naționale privind exploatarea plantelor medicinale și aromatice din flora spontană și cultivată, iar obiectul principal de activitate îl reprezinta producția, industrializarea și comercializarea pe piața internă și la export a plantelor medicinale aromatice, toxice și stupefiante din culturi și din flora spontană.
În anul 2007, Plafar și-a vândut marca rețelei de farmacii Centrofarm, într-o tranzacție evaluată la momentul respectiv la circa un milion de euro.
Între timp, Centrofarm a deschis mai multe unități Plafar, specializate în comercializarea produselor naturiste.
Număr de angajați în 2009: 150
Cifra de afaceri în 2008: 4,7 milioane lei